# Махіс
Махіс (араб. ماحص) — місто в Йорданії. Розташоване в провінції Ель-Балка, за 10 км на захід від Амману, столиці країни. Відоме завдяки мусульманському храму Хідра та близькістю до могили ісламського пророка Шуайба (Їтро за біблійною традицією).

## Історія
Назва міста походить від арабського слова (араб. محص), що означає перевірку або огляд. Наймовірніше, Махіс отримав таку назву через свою історичну роль прикордонного пункта.
Вважається, що Махіс було засновано за римських часів, коли він межував з єврейською Переєю та античною Філадельфією (сучасний Амман). У візантійський період місто лежало між двома дієцезіями: Гадарою та Філадельфією.
У 1838 році Махіс, як зазначається, розташовувався на південь від Ес-Салту та був повністю зруйнованим.
Село з населенням у 505 осіб з'явилося в османському переписі населення 1915 року.
На початку 1980-х років Махіс став фактичним передмістям Амману, столиці країни.

## Релігійне значення
У Махісі розташована ісламський храм Хідра, що являє собою кімнату, оточену невеликим садом із зеленим прапором на вершині. За 2 км на захід від Махісу, в місцевості під назвою Ваді-Шуайб, лежить могила ісламського пророка Шуайба (Їтро за біблійною традицією).

## Економіка
Провідною галуззю економіки Махіса є сільське господарство, зокрема вирощування пшениці, ячміня, тютюну, гранатів, винограду та маслин. Хоч останніми роками роль сільського господарства в економіці зменшується, втім інжир та маслини залишаються основним джерелом доходу міста. В регіоні також видобувається природний мінерал каолініт.
Південна частина території Махісу під назвою Альмеда також приваблює туризм завдяки лісистим горам та розташуванню поруч з Мертвим морем та Західним берегом річки Йордан. Місто також зосереджується на освіті та добре відоме своїми академічними досягненнями.

## Населення
За результатами перепису в Йорданії 2015 року в Махісі мешкало 3284 домогосподарства із загальною чисельністю населення 17 754, з яких 47,6% були жінками, а 52,4% — чоловіками. Містяни переважно походять з частини Джабара племінної конфедерації Аббад.
Відомим уродженцем Махісу є колишній прем'єр-міністр Йорданії Маруф аль Бахіт.

## Галерея

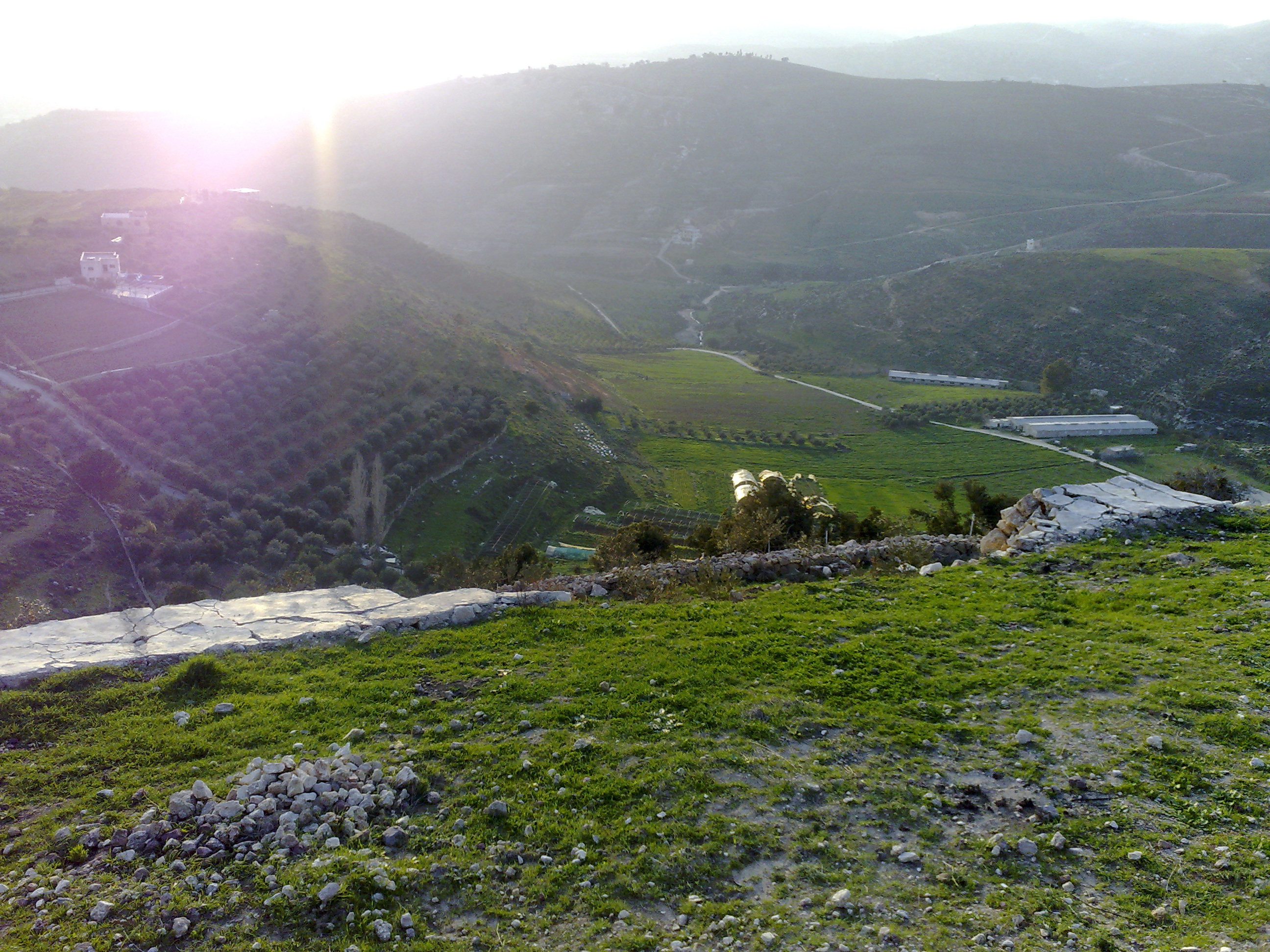
Ферми в Махісі
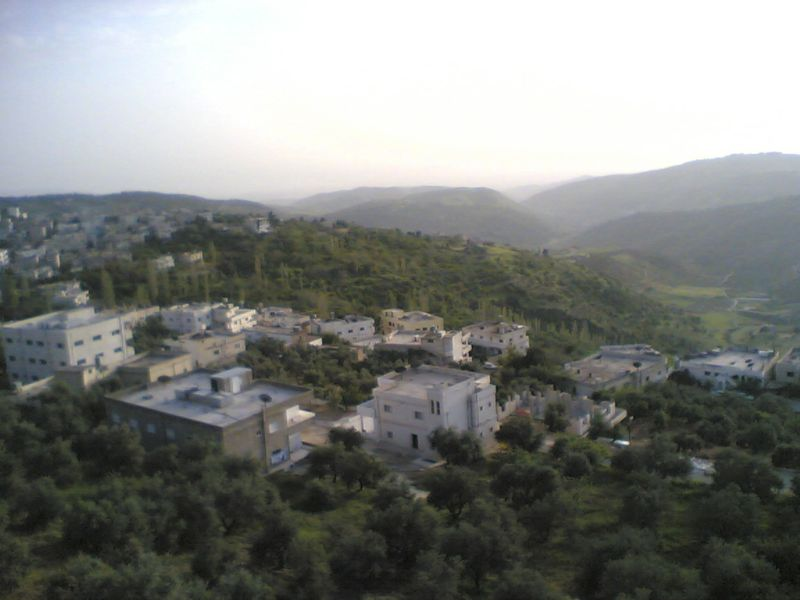
Вид з міста на долину річки Йордан
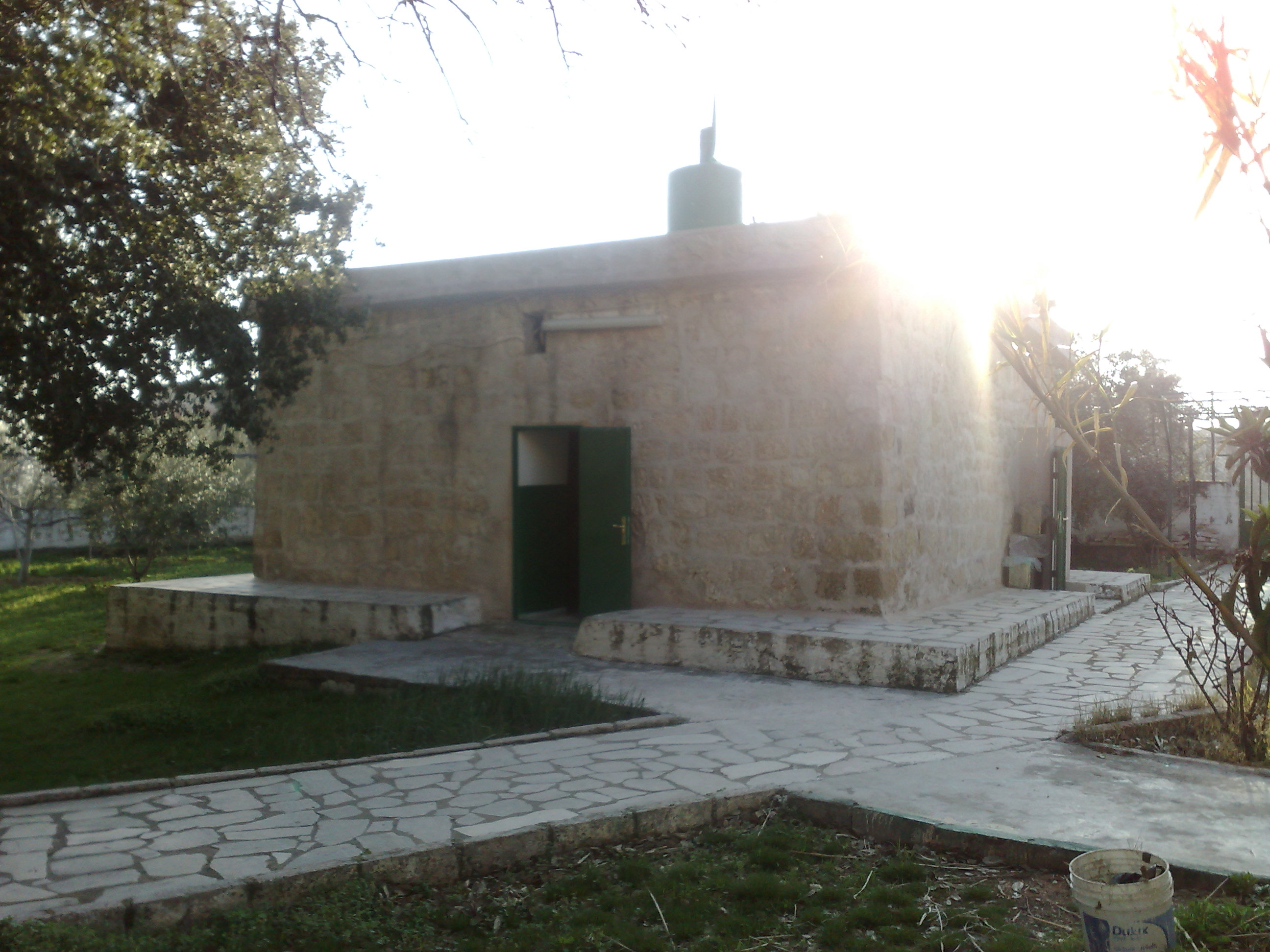
Могила Хідра, шанованої постаті в ісламі